# Rafael Mayalde y Villaroya
Rafael Mayalde y Villaroya   (València, 24 d'octubre de 1805 - 23 d'abril de 1870) va ser un militar i polític espanyol, ministre de guerra durant el regnat d'Isabel II d'Espanya.
Pertanyia a una família modesta, va lluitar en la primera i segona guerra carlina, assolint en 1852 el grau de tinent general. En 1854 fou Comandant General del Camp de Gibraltar, després fou Capità General de Granada i Castella la Nova, i de 1864 a 1865 fou Capità General de Catalunya. Proper al Partit Moderat, de 1865 a 1868 fou nomenat senador vitalici. Entre juliol de 1866 i febrer de 1867 fou nomenat director general de Cavalleria. Entre abril i setembre de 1868 fou ministre de la Guerra en el segon govern de Luis González Bravo. Entre altres condecoracions va rebre la Gran Creu de l'Orde del Mèrit Militar, Gran Creu de l'Orde de Carles III, Gran Creu de l'Orde d'Isabel la Catòlica, Gran Creu de l'Orde de Sant Hermenegild i Creu 3a classe de Sant Ferran.